# Promops nasutus
Petit Promope
Espèce
Statut de conservation UICN

 LC  : Préoccupation mineure
Répartition géographique
Synonymes
- Molossus nasutus Spix, 1823[1]
- Molossus fosteri Thomas, 1901[1]
- Promops fosteri (Thomas, 1901)[1]
- Promops pamana Miller, 1913[1]

Promops nasutus, le Petit Promope, est une espèce sud-américaine de chauves-souris de la famille des Molossidae.

## Description
Promops nasutus a une longueur de la tête et du corps comprise entre 63 et 86 mm, une longueur de l'avant-bras entre 46 et 49,3 mm, la longueur de la queue entre 41 et 51 mm, la longueur du pied entre 12 et 13 mm, la longueur des oreilles entre 13 et 17 mm et un poids allant jusqu'à 14 g.
Les parties dorsales sont brunâtres avec la base des poils plus claire, tandis que les parties ventrales sont plus claires et grisâtres. Le museau est court, étroit, surélevé et les narines sont situées à l'extrémité et s'ouvrent frontalement. La lèvre supérieure est exempte de plis cutanés, tandis qu'il y a des touffes de poils au-dessus de la bouche. Les oreilles sont courtes, triangulaires avec une extrémité arrondie et jointes à l'avant à la base, où se trouve une crête de poils longs. Le tragus est petit et caché derrière l'antitragus, qui est grand, rond et comprimé à la base. Les membranes des ailes sont longues et étroites. La queue est longue, trapue et s'étend environ à moitié au-delà de la membrane interfémorale. Les mâles ont des poches gulaires bien développées.

## Répartition
Promops nasutus est présente en Amérique du Sud, du Sud-Est de la Colombie au Nord-Est de l'Argentine, à l'exception d'une grande partie du bassin amazonien brésilien. Elle est également présente sur l'île de Trinidad.
Il vit dans les forêts tropicales sempervirentes jusqu'à 1 000 mètres d'altitude.

## Taxonomie
Promops nasutus est d'abord établie par Johann Baptist von Spix comme Molossus nasutus. Lors de l'établissement du genre Promops, l'animal est classé dans ce genre d'abord sous le nom de Promops ursinus.

### Liste des sous-espèces
- P.n.nasutus : États brésiliens de Piauí, Bahia, Minas Gerais, São Paulo, Paraná, Santa Catarina, Rio Grande do Sul ;
- P.n.ancilla (Thomas, 1915) : Argentine septentrional ;
- P.n.downsi (Goodwin, 1962) : île de Trinidad ;
- P.n.fosteri (Miller, 1907) : Paraguay ;
- P.n.pamana (Miller, 1913) : Venezuela, Sud-Est de la Colombie, Guyana, Suriname, Guyane, Équateur, Pérou, Bolivie, États brésiliens de l'Amazonas, Amapá et Pará.

## Comportement

### Habitation
Promops nasutus se réfugie dans les cavités des arbres. 

### Alimentation
Elle se nourrit d'insectes dans des espaces ouverts.

### Reproduction
Les femelles donnent naissance à un petit à la fois à la fin de la saison des pluies.